# St. Leonhard am Forst
St. Leonhard am Forst, Sankt Leonhard am Forst – gmina targowa w Austrii, w kraju związkowym Dolna Austria, w powiecie Melk. Według Austriackiego Urzędu Statystycznego liczyła 3 017 mieszkańców (1 stycznia 2014).